# Hanni Fink
Hanni Fink (später Hana Finková oder Hani Finková; * um 1910; † nach 1941) war eine sudetendeutsche (deutsch-tschechische) Rennrodlerin.
Sie stammte aus Morchenstern. 1934 und 1935 war Fink Europameisterin im Rennrodeln und die erste Sportlerin, die ihren Titel in dieser Sportart verteidigen konnte. 1935 wurde sie in Schreiberhau Deutsche Meisterin. 1938 und 1939 gewann sie bei den Europameisterschaften – nun unter dem Namen Hana Finková – jeweils die Bronzemedaille.

## Belege
1. ↑  H. Polednik: Die Geschichte des Wintersportes in den Sudetenländern. (= Stolze Erinnerungen). Marktoberdorf 1972, DNB 720241405, S. 193.

| Personendaten    | Personendaten                     |
| ---------------- | --------------------------------- |
| NAME             | Fink, Hanni                       |
| ALTERNATIVNAMEN  | Finková, Hana                     |
| KURZBESCHREIBUNG | deutsch-tschechische Rennrodlerin |
| GEBURTSDATUM     | um 1910                           |
| STERBEDATUM      | nach 1941                         |